# Szirtiborzfélék

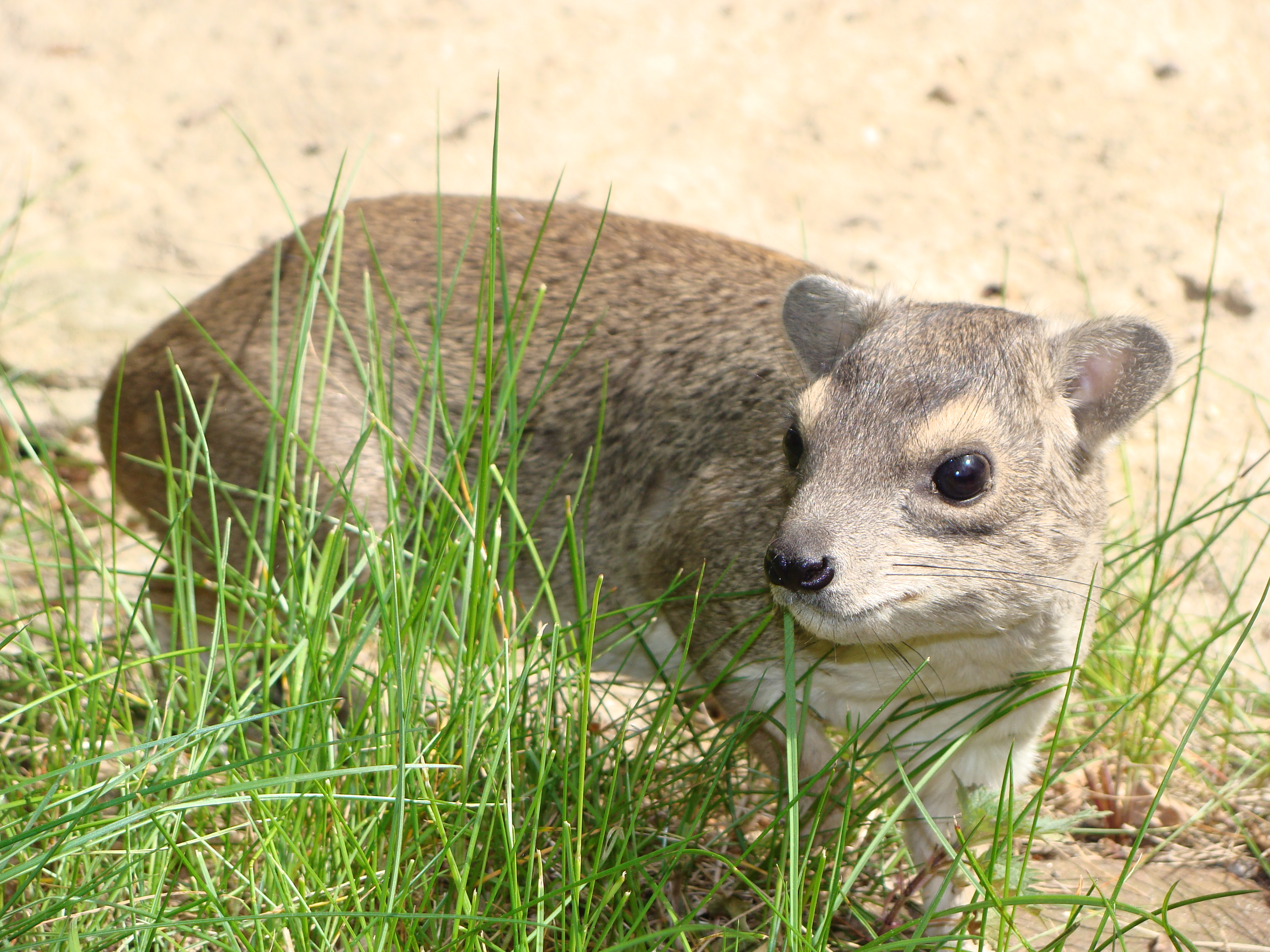
Kelet-afrikai szirtiborz (Heterohyrax brucei)

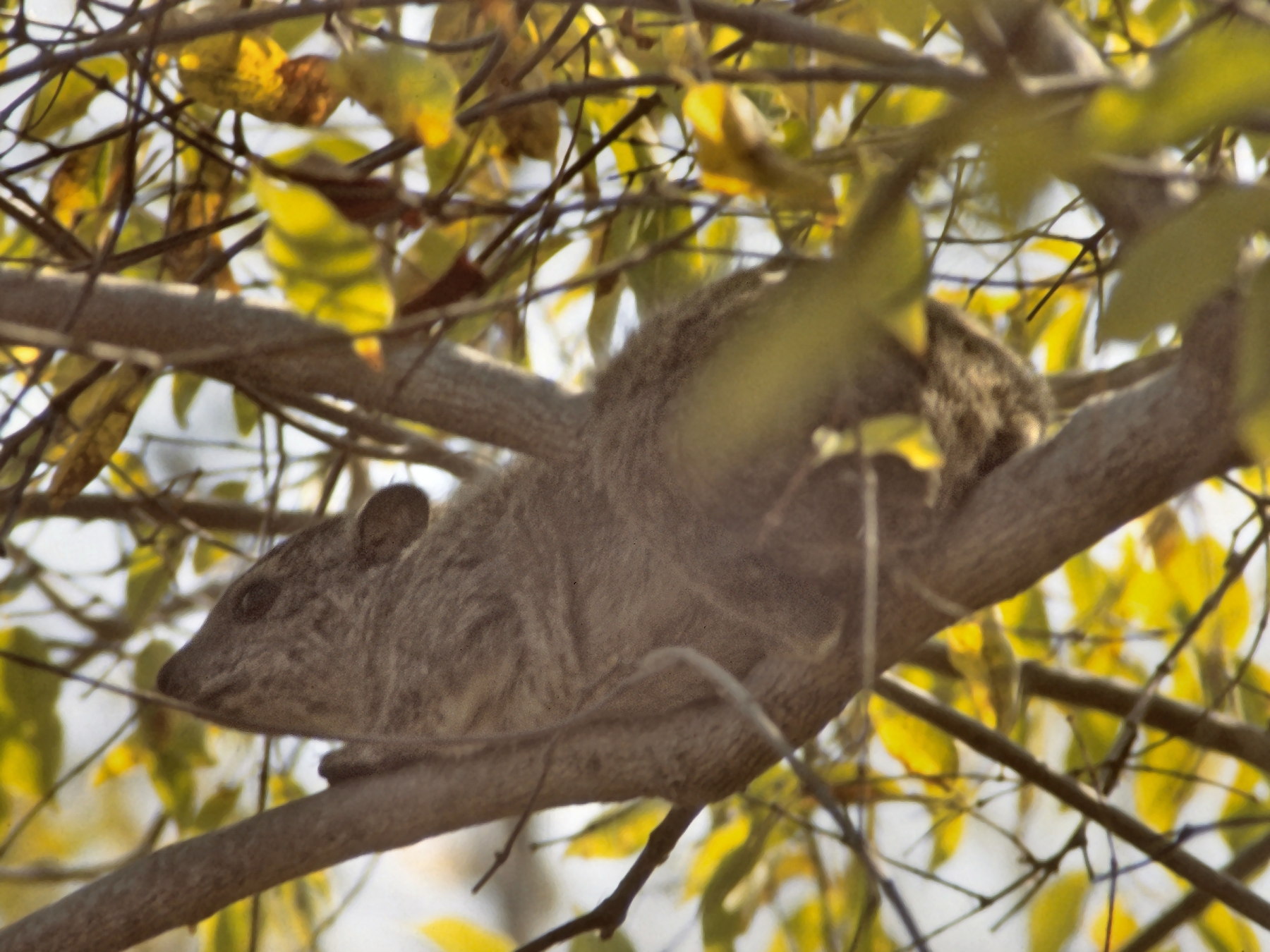
Fokföldi fakúszóborz (Dendrohyrax arboreus)

A szirtiborzfélék (Procaviidae) az előpatások rendjének egyetlen élő családja. Mintegy három nem és hat ma élő faj tartozik a családba.

## Rendszerezés
A család az alábbi nemeket és fajokat foglalja magában.
- Fakúszó borz (Dendrohyrax)
  - Fokföldi fakúszóborz (Dendrohyrax arboreus)  más néven: (Dendrohyrax validus)
  - Nyugat-afrikai fakúszószirtiborz (Dendrohyrax dorsalis)
- Heterohyrax, Gray
  - Heterohyrax antineae
  - Kelet-afrikai szirtiborz (Heterohyrax brucei)
- Szirti borz (Procavia)
  - Askoko (Procavia habessinica)
  - Fokföldi szirtiborz (Procavia capensis)
  - Szíriai szirtiborz (Procavia syriaca)

## Jellemzőik
A szirtiborzfélék teste megnyúlt, hengeres, fejük aránylag nagy, orruk elöl kihegyesedik, felső ajkuk hasított. Hosszuk 31 cm és 55 cm közé tehető. Orruk és szemük kicsiny, de előreugró, rövid, széles és kerek fülük csaknem elvész bundájukban. A nyakuk rövid és vaskos, farkuk csökevényes. Végtagjaik középhosszúak és meglehetősen gyengék, elülső lábuk négy, a hátsó három, az utolsó ujjpercig bőrhártyával összekötött ujjban végződik, és ezeket a hátsó végtag belső ujja kivételével lapos, pataszerű köröm burkolja. Csupasz talpukon több, rendkívül simulékony, kérges bőrpárna emelkedik. Ezeket mély barázdák választják el. Sajátos, tapadókorongszerű talpberendezésüknek köszönhetően a függőleges felületeken is képesek felmászni.
Testüket és végtagjaikat puha, sűrű nemezes bunda borítja; a szőrszálak gyökerükön hullámosak, ezért nincs szükség külön piheszőrökre. A szirtiborzok pofáján, mellén és hátán néhány merev tapintószőr mered ki; a háton az ágyék táján eltérő színű folt vesz körül egy szőrtelen, csupasz bőrdarabot, ahol a hátmirigyet találjuk.
A szirtiborzok állkapcsa feltűnően erős. Az alsó állkapocs hátul széles és magas, mint a páratlan ujjú patásoké. Oldalsó metszőfogai hiányoznak, úgyhogy a felső állkapocsban mindkét oldalon csak egy, az alsóban két–két, hézaggal elválasztott metszőfog ül. A felsők háromélűek, csaknem félkörbe görbültek, és hegyük kopása következtében élesek; az alsók egyenesek. A fogüregek messze hátranyúlnak. Szemfoguk nincs, úgyhogy a metszőfogak és a hét (négy előzápfog és három őrlőfog), hátrafelé növekvő zápfog között is űr tátong. A zápfogak koronája hol magasabb, hol alacsonyabb. Apró könnycsontjuk a szemüreg belső zugában, a felső állkapocs és homlokcsont között kissé előreugrik, mint az elefántoké és az orrszarvúké. belső fülük a páratlan ujjú patásokéra emlékeztet.
Szaglásuk a legtöbb emlőséhez hasonlóan fejlett, miként látásuk is. Gyomrukat egy válaszfal két részre tagolja: a bal oldaliban elraktározzák a táplálékot, majd a jobb oldaliban megemésztik. Epehólyagjuk nincs, az anyaméh egyszarvú, a herék a test belsejében, szorosan a vesék mögött helyezkednek el.
A szirtiborzféléket már réges-régen jól ismerték. A bibliában emlegetett „safan” nyilván a szíriai és palesztinai szirti borzot (Procavia syriaca Schreb.) jelentette. Luther ezt a nevet „tengeri malacnak” fordította. Mózes a safanokat a hasadt ujjú kérődzők között említi és tilalom alá helyezi (3 Mózes 11:5); ez a magyarázata annak, hogy Abesszíniában a keresztények és mohamedánok ma sem eszik. Egyebütt, különösen Észak-Arábiában a beduinok szívesen fogyasztják, és ezért vadásszák is.

## Kultúrtörténeti érdekességek
Egy elmélet szerint Hispánia róluk kapta a nevét, ugyanis a föníciai utazók az Ibériai-félszigeten élő nyulakat szirtiborzoknak nézték. (A "spanim" szó a föníciai nyelvvel rokon héberben is szirtiborzot jelent.) A szirtiborzokat Mózes törvényei tilalom alá helyezik.